# Рон Паджетт
Рон Паджетт (Ron Padgett, 17 червня 1926, Талса, штат Оклахома) — американський поет, есеїст, белетрист і перекладач. Представник Нью-Йоркської поетичної школи. Перша збірка віршів вийшла у 1967. Пам'ятна Відзнака Шеллі Поетичної Спільноти Америки 2009. Медаль Роберта Фроста 2018.
В 17 років Паджетт став співзасновником літературного журналу «The White Dove Review». Співпрацюючи з іншими студентами Паджетт зухвало домагався для Білого Голуба робіт письменників Блек-Маунтейну і Біт-Руху, таких як Аллен Гінсберг, Джек Керуак, ЛеРой Джонс, Е.Е. Камінгс і Малькольм Каулі. До подиву Паджетта більшість письменників подали роботи до журналу. Зокрема, "Білий голуб" опублікував "The Thrashing Doves" Джека Керуака, "My Sad Self (для Френка О'Ґара)" Аллена Гінсберга, "Crap and Cauliflower" Карла Ларсена, і "Redhead" Пола Блекберна, й багато інших. Після п'яти видань, Паджетт пішов у відставку й залишив Талсу, поїхавши до Нью-Йорку, де влився у Нью-Йоркську школу.
1964 Паджетт отримав ступінь Бакалавра Мистецтв Колумбійського Університету та вивчав творче письмо у Вагнерському коледжі із Кай Бойл, Говардом Немеровим і Кеннетом Кохом. Отримав Стипендію Фулбрайта та вивчав французьку літературу 20-го століття в Парижі у 1965 й 1966. У 1996 році отримав грантову нагороду від Фонду Сучасного Мистецтва для митців.
У 1968-69 був викладачем поетичної майстерні в церкві Святого Марка в Баурі, Нью-Йорк. Нью-Йоркський поет в програмах різних шкіл у 1969-76. Видавничий редактор Teachers & Writers Collaborative з 1982 по 1999. Його роботи з освіти та письма включали «Довідник поетичних форм для вчителів і письменників» (редактор), «Керівництво для викладачів і письменників» по Волту Вітмену (редактор),  «Навчання Уяві» (ко-редактор), й багато інших. Редактор журналу «Вчителі та письменники» з 1980 по 2000.
Співзасновник і видавець Full Court Press, для якого редагував з 1973 по 1988. Читав лекції в навчальних закладах, включаючи Атлантичний Центр Мистецтв і Колумбійський Університет. Був господарем серії поетичних радіо-передач і дизайнером комп'ютерних письменницьких ігор. 
Вірші Паджетта, включаючи два, написані саме для фільму, звучать у фільмі Джима Джармуша 2016 року Патерсон.
Відвідував Київ, про що є свідчення в його вірші The Absolutely Huge and Incredible Injustice in the World (в українському перекладі: Абсолютно Неосяжна й Неймовірна Несправедливість у Світі)